# Samuel Clesson Allen
Samuel Clesson Allen (* 5. Januar 1772 in Bernardston, Franklin County, Province of Massachusetts Bay; † 8. Februar 1842 in  Northfield, Massachusetts) war ein US-amerikanischer Politiker. Zwischen 1817 und 1829 vertrat er den Bundesstaat Massachusetts im US-Repräsentantenhaus.

## Werdegang
Samuel Allen besuchte die öffentlichen Schulen in New Salem und danach bis 1794 das Dartmouth College in Hanover (New Hampshire). Er studierte Theologie und fungierte bis 1798 als Pastor der Congregational Church in Northfield. Nach einem anschließenden Jurastudium und seiner im Jahr 1800 erfolgten Zulassung als Rechtsanwalt begann er in New Salem in diesem Beruf zu arbeiten. Politisch wurde er Mitglied der Ende der 1790er Jahre von Alexander Hamilton gegründeten Föderalistischen Partei. Zwischen 1806 und 1810 war Allen Abgeordneter im Repräsentantenhaus von Massachusetts; von 1812 bis 1815 gehörte er dem Staatssenat an.
Bei den Kongresswahlen des Jahres 1816 wurde Allen im sechsten Wahlbezirk von Massachusetts in das US-Repräsentantenhaus in Washington, D.C. gewählt, wo er am 4. März 1817 die Nachfolge von Samuel Taggart antrat. Nach fünf Wiederwahlen konnte er bis zum 3. März 1829 sechs Legislaturperioden im Kongress absolvieren. Seit 1823 vertrat er als Nachfolger von Henry W. Dwight den siebten Distrikt seines Staates. Von 1821 bis 1829 war er Vorsitzender des Committee on Accounts. In den 1820er Jahren schloss er sich der Bewegung gegen den späteren Präsidenten Andrew Jackson an und wurde Mitglied der kurzlebigen National Republican Party. Er war damals ein entschiedener Anhänger von Präsident John Quincy Adams. 1828 verzichtete er auf eine weitere Kandidatur.
In den Jahren 1829 bis 1830 gehörte er dem Beraterstab des Gouverneurs von Massachusetts an; 1831 wurde er nochmals in den Staatssenat gewählt. In Massachusetts setzte er sich für die Farmer und Arbeiter ein und wurde Mitglied der regionalen Massachusetts’ Workingmen Party, die ihn in den Jahren 1833 und 1834 als dann erfolglosen Kandidaten für das Amt des Gouverneurs nominierte. Außerdem hielt Allen Vorlesungen am Amherst College, wo er auch Kuratoriumsmitglied war. Er saß überdies im Kuratorium der University of Vermont. Samuel Allen starb am 8. Februar 1842 in Northfield. Sein Sohn Elisha (1804–1883) gehörte für den Staat Maine ebenfalls dem Kongress an.